# Hope Woodlands
Hope Woodlands est une paroisse civile du Derbyshire, en Angleterre.